# 宮本敏雄
宮本敏雄（1933年4月26日—2017年12月19日）為日本的棒球選手，出生於美國夏威夷。他曾效力於日本職棒讀賣巨人等隊伍，於1964年退休，生涯通算90支全壘打。